# Campionato italiano di ciclismo su strada 1921
Il Campionato italiano di ciclismo su strada 1921 si svolse su sette prove dal 3 aprile al 10 novembre 1921 e vide l'affermazione di Costante Girardengo.

## Calendario
| Data         | Evento                        | Vincitore           | Squadra         |
| ------------ | ----------------------------- | ------------------- | --------------- |
| 3 aprile     | Milano-Sanremo (1921)         | Costante Girardengo | Stucchi-Pirelli |
| 10 aprile    | Milano-Torino (1921)          | Federico Gay        | Bianchi-Dunlop  |
| 24 aprile    | Giro del Piemonte (1921)      | Giovanni Brunero    | Legnano-Pirelli |
| 10 luglio    | Giro dell'Emilia (1921)       | Costante Girardengo | Stucchi-Pirelli |
| 20 settembre | Corsa del XX settembre (1921) | Costante Girardengo | Stucchi-Pirelli |
| 23 ottobre   | Milano-Modena (1921)          | Gaetano Belloni     | Bianchi-Dunlop  |
| 10 novembre  | Giro di Lombardia (1921)      | Costante Girardengo | Stucchi-Pirelli |

## Classifica
| Pos. | Corridore           | Squadra         | Punti |
| ---- | ------------------- | --------------- | ----- |
| 1    | Costante Girardengo | Stucchi-Pirelli | 44    |
| 2    | Giovanni Brunero    | Legnano-Pirelli | 39    |
| 3    | Federico Gay        | Bianchi-Dunlop  | 30    |
| 4    | Gaetano Belloni     | Bianchi-Dunlop  | 24    |
| 5    | Giuseppe Azzini     | Stucchi-Pirelli | 22    |
| 6    | Alfredo Sivocci     | Legnano-Pirelli | 18    |
| 7    | Bartolomeo Aymo     | Legnano-Pirelli | 15    |
| 8    | Ugo Agostoni        | Legnano-Pirelli | 10    |
| 9    | Angelo Gremo        | Bianchi-Dunlop  | 9     |
| 10   | Clemente Canepari   | Legnano-Pirelli | 8     |